# North Glengarry
North Glengarry è una città del Canada, nelle contee unite di Stormont, Dundas e Glengarry, nella provincia dell'Ontario.
La municipalità è nata il 1º gennaio 1998 dall'unione dei comuni di Kenyon e Lochiel con i villaggi di Maxville e Alexandria.